# 綏托霍查湖 (安達瓦伊拉斯區)
13°49′33″S 73°16′26″W / 13.82583°S 73.27389°W
綏托霍查湖（Suyt'uqucha），是秘魯的湖泊，位於該國南部阿普里馬克大區，由安達韋拉斯省的安達瓦伊拉斯區負責管轄，長2.49公里、寬0.8公里，海拔高度4,272米。